# Яхин, Алексей Альфредович
Алексей Альфредович Яхин (26 марта 1984, Москва) — российский хоккеист, вратарь.

## Биография
Воспитанник московского «Динамо». Начал карьеру в 17-летнем возрасте в первой российской лиге. За три сезона провёл пять матчей, все они были в сезоне 2001/2002. Летом 2004 подписал долгосрочный контракт с другим московским клубом — «Спартаком» и был переведён в его фарм-клуб, где также два сезона отсидел на скамейке. Летом 2006 года перешёл на правах аренды в клуб высшей лиги лениногорский «Нефтяник», где также не стал основным вратарём — провёл всего 4 матча, в «Нефтянике» проиграл конкуренцию основному вратарю клуба Евгению Конобрию.
Зимой 2006—2007 был арендован орским «Южным Уралом». В сезоне 2006/07 сыграл 22 матча. Летом 2007 года был арендован другим клубом высшей лиги — "Капитаном", провёл 24 матча. В 2008 году играл в аренде за московские «Крылья Советов». В сезоне 2008/09 стал основным вратарем клуба, провел 37 матчей и стал одним из самых надёжных вратарей высшей лиги того сезона. В следующем сезоне Яхин оказался в КХЛ.
Летом 2009 года Яхин вернулся из аренды в «Спартак». На предсезонной подготовке получил травму и поэтому был заявлен в КХЛ лишь 20 октября, когда получил травму основной вратарь красно-белых Дмитрий Кочнев. 21 октября дебютировал в матче со СКА. Главный тренер «Спартака» Милош Ржига отметил игру Яхина.
Яхин не сумел закрепиться в основном составе «Спартака», проведя всего две игры. 18 ноября 2009 вратарь был арендован череповецкой «Северсталью», за которую провёл 7 игр и пропустил 10 шайб. Летом 2010 года Яхин вернулся в «Спартак».
15 сентября 2010 года Ржига заявил, что предоставит Яхину и Конобрию игровое время в сезоне. Яхин дебютировал в сезоне 2010/2011 в матче с рижским «Динамо» 3 октября 2010 — в том матче «Спартак» победил со счётом 3:2.